# Hrútsfjallstindar
Hrutsfjallstindar är en bergstopp i republiken Island. Den ligger i regionen Austurland, 250 km öster om huvudstaden Reykjavík. Toppen på Hrútsfjallstindar är 1 773 meter över havet.
Trakten runt Hrútsfjallstindar är nära nog obefolkad, med mindre än två invånare per kvadratkilometer. Det finns inga samhällen i närheten. Trakten runt Hrútsfjallstindar är permanent täckt av is och snö.